# Тунджели (ил)
Тунджели (тур. Tunceli)— ил на востоке Турции.

## География
Ил Тунджели граничит с илом Эрзинджан на севере и западе, Элязыг на юге, Бингёль на востоке.
Тунджели занимает территорию 7 406 км² и располагается на месте, где встречаются Анатолийская возвышенность, Верхняя Месопотамия и горные хребты Чёрного моря. К северо-западу от Тунджели течёт Ефрат. Река Пери на востоке и гора Мунзур (символ Тунджели) на севере делят между собой окрестный ландшафт. Административный центр провинции — город Тунджели, находится на слиянии реки Мунзур и её притока Харджик (69 км). Река Мунзур имеет протяжённость около 144 км и впадает в водохранилище Кебан. Речная вода была настолько чистой, что использовалась местными жителями в качестве питьевой.
Территория провинции покрыта горами. С запада на восток тянутся отроги горного хребта Восточный Тавр. На границе с илами Гиресун, Гюмюшхане, Байбурт и Эрзинджан находятся отроги хребтов Чёрного моря. На севере лежит пустынный хребет Мунзур (Мерджан) с вершинами выше 3300 м. Некоторые из этих вершин покрыты снегом.
Ближе к югу горы становятся ниже и ниже. Горы и долины покрыты лесами.
На севере Тунджели в горах Бингель есть множество озёр, образовавшихся в результате таяния ледников. Кроме того, в провинции существует множество целебных источников.
Климат Тунджели континентальный. Лето — жаркое и сухое, зима — холодная и очень снежная. В Пертеке и Мазгирте климат немного мягче, что обусловлено созданным в 50-е годы Кебанским водохранилищем. Наибольшее количество осадков выпадает зимой и в начале весны. В горах очень рано выпадает снег.

## История
Этот регион населён ещё с каменного или бронзового веков и в течение своей истории часто был пограничным регионом между различными государствами: между хеттами, армянами и царством Митанни во II в. до н. э., между мидийцами и персами Каппадокии и между римлянами и парфянами. В 639 году регион завоёван арабами, после чего он стал «яблоком раздора» между арабами и византийцами. В 1087 сюда пришли сельджуки, а в 1243 году монголы. В XV веке за господство в регионе боролись османы и туркманы. В 1473 году Тунджели завоевал султан Мехмед II (Завоеватель).
В XX веке на территории Тунджели нередко происходили вооружённые столкновения и восстания.
Последним крупным восстанием стало восстание курдов Дерсима. Оно произошло в 1937 году по политическим и военным причинам. Восстание продолжалось до 1938 года. Его лидеры были схвачены и повешены, началась дерсимская резня. Около 10 процентов из 65-70 тысяч населения было убито, жители деревень изгнаны из своих домов, а деревни уничтожены. Военное положение продолжалось 10 лет, до 1948 года.

## Население
Население — 93 584 жителей (2009). После Байбурта Тунджели самый малонаселенный ил Турции. В начале 90-х годов население провинции составляло ещё 150 000 человек, но между 1993 и 1995 годами много людей прогнали из сельских местностей турецкие военные. Большинство населения (64,7 %) живёт в городах, многие деревни в запустении.
Национальный состав представлен курдами-заза (70 %), курдами-курманджи (20 %), греками, армянами и черкесами.
Крупнейший город и административный центр — Тунджели.
Есть мнение, что 75 % населения провинции составляют криптоармяне, живущие под скрытой идентичностью курдов.
По словам учредителя союза вероисповедания и взаимопомощи армян Дерсима (старое название Тунджели) Миграна Гюльтекина, в Дерсиме 75 % сел населены криптоармянами, в частности во время своего выступления в Ереване, он заявил:
У всех семей, проживающих в Дерсиме, армянские корни, это столетняя история, и основная причина того, что дерсимцы скрывают своё армянское происхождение — страх. 75 % общин Дерсима населены армянами. При общении tet-a-tet они все признаются, что у них армянские корни, но боятся обратиться в суд для восстановления своих исконных армянских имен.
Говоря о своей семье, лидер дерсимских криптоармян М. Гюльтекин на пресс-конференции в Ереване отметил:
Она всем известна как армянская семья, но именно из-за этого на них косо смотрят соседи. В моей семье постоянно обсуждался вопрос возвращения к корням. Вначале я, ознакомившись с архивами, обратился в суд с просьбой сменить имя. После этого основал Союз вероисповедания и взаимопомощи армян Дерсима. Когда я основал Союз, в моих планах уже было посетить Ереван, познакомиться с городом, с местными организациями. И вот я здесь. Я впервые в Армении. Это был очень неожиданный визит, но за ним последуют другие. Я очень рад, что я здесь.

## Административное деление

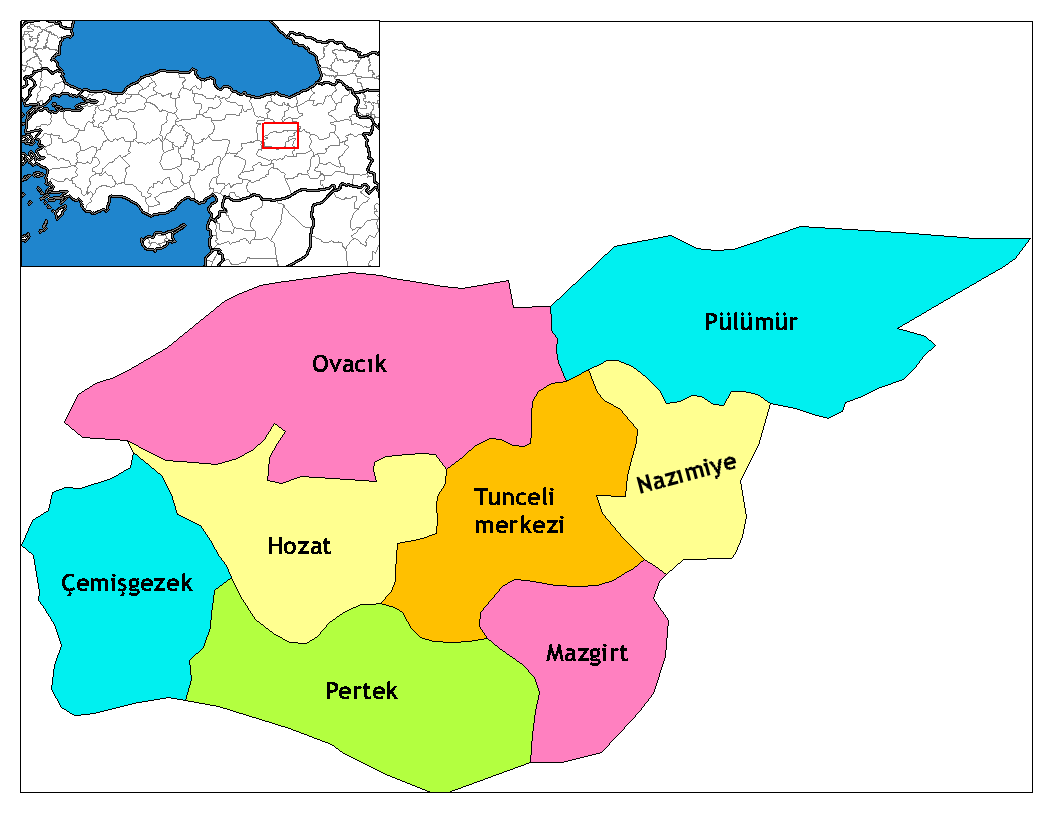

Ил Тунджели состоит из 8 районов:
1. Чемишгезек (Çemişgezek)
2. Хозат (Hozat)
3. Мазгирт (Mazgirt)
4. Назымие (Nazimiye)
5. Оваджик (Ovacık)
6. Пертек (Pertek)
7. Пюлюмюр (Pülümür)
8. Тунджели (Tunceli)

## Достопримечательности
- Национальный парк долины Мунзур[англ.]
- крепости Пертека и Мазгирта
- мечети Улукале и Корлуджа
- мосты в Чемишгезек и Сивди
- бани Хамам-и-Атик
- горнолыжный курорт Бингель-Йолчаты

Тунджели известен своими килимами, цветными шерстяными носками Дерсима и благовонной смолой, получаемой из артишока.

## Знаменитые земляки
- Доган, Мазлум — политик